# ماكوتو تاكييا
ماكوتو تاكييا (باليابانية: 竹谷 睦) (27 يوليو 1977 في كاناغاوا في اليابان – )؛ هو لاعب كرة قدم ياباني سابق كان يلعب كمدافع.

## وصلات خارجية
- ماكوتو تاكييا على موقع رابطة كرة القدم اليابانية للمحترفين (اليابانية)